# Malvasia

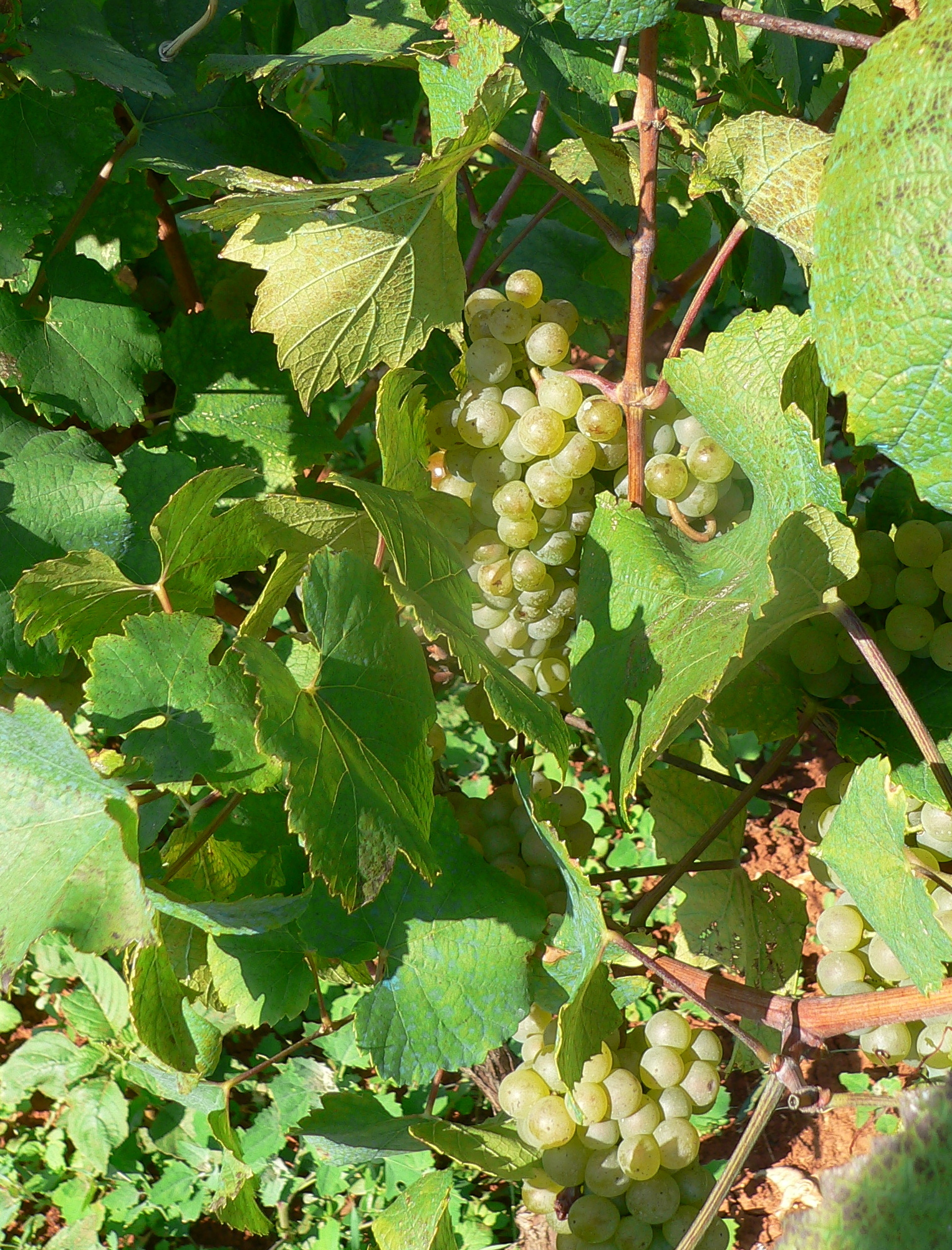
Malvasia

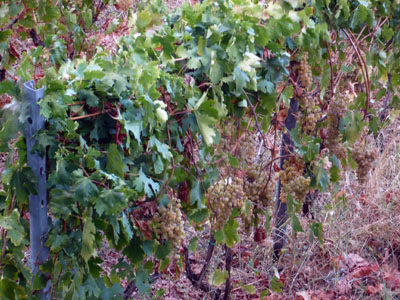
Malvasia

Malvasia is een grote variëteitengroep witte (soms roodachtige) druiven. De Nederlandse naam voor deze druivenvariëteit en met name voor de zoete wijn die er van gemaakt wordt is malvezij. De naam malvasia is waarschijnlijk afgeleid van Monemvasia, een stad op de Peloponnesos in Griekenland.

## Kenmerken
De malvasia is bijzonder geschikt voor het maken van de zoetere versterkte wijn zoals madeira of als onderdeel van de vin santo. Ook wordt er wel tafelwijn van gemaakt. In Italië wordt de malvasia samen met de trebbiano of de viura gemengd. De madeira's die van deze druif gemaakt worden zijn zoet. 

## Gebieden
Oorspronkelijk werden alleen variëteiten van deze druif verbouwd in de mediterrane regio en het eiland Madeira. Tegenwoordig ook in andere delen van de wereld. Wijnen van deze druif worden geproduceerd in Italië (waaronder Sicilië, Lipari,Sardinië en Lazio), Slovenië, Spanje, Kroatië, Corsica, de Canarische Eilanden, Madeira, Frankrijk, Californië, Brazilië en Australië.

## Synoniemen
Malmsey, malvasia nero, malsavia bianca lunga, malvezij. 